# Łukasz Szatko
Łukasz Szatko (ur. 18 kwietnia 1991) – polski piłkarz ręczny występujący na pozycji prawego rozgrywającego. Juniorski i młodzieżowy reprezentant Polski. W sezonie 2011/2012 zawodnik Stali Mielec. Zawodnik SPR Tarnów. Po sezonie 2018/2019 zakończył karierę sportową. Obecnie jest Fizjoterapeutą w Grupie Azoty Tarnów

## Sukcesy
- Mistrzostwa Polski:  2012 (Tauron Stal Mielec)[3]